# مصطفى كهربا
مصطفى كهرباء لاعب كرة قدم مصري ، يلعب في خط الوسط.
لعب سابقاً في أندية وادي دجلة واتحاد الشرطة وبتروجيت و نادي الحجاز .